# Wolfgang Van Halen
Wolfgang William Van Halen (Santa Mónica, California; 16 de marzo de 1991) es un músico estadounidense conocido mundialmente por ser el hijo de Eddie Van Halen. Fue  el bajista de la banda de hard rock Van Halen, habiendo reemplazado a Michael Anthony a partir del año 2006, siendo este el miembro más joven de la banda. Fue también el bajista anterior de la banda de heavy metal Tremonti. Después de que la muerte de su padre en 2020 provocara la disolución de Van Halen, comenzó a centrarse en su proyecto solista Mammoth WVH, en el que interpreta todos los instrumentos y voces. Su álbum debut Mammoth WVH se lanzó en 2021 y su segundo álbum Mammoth II se lanzó en 2023.

## Vida personal

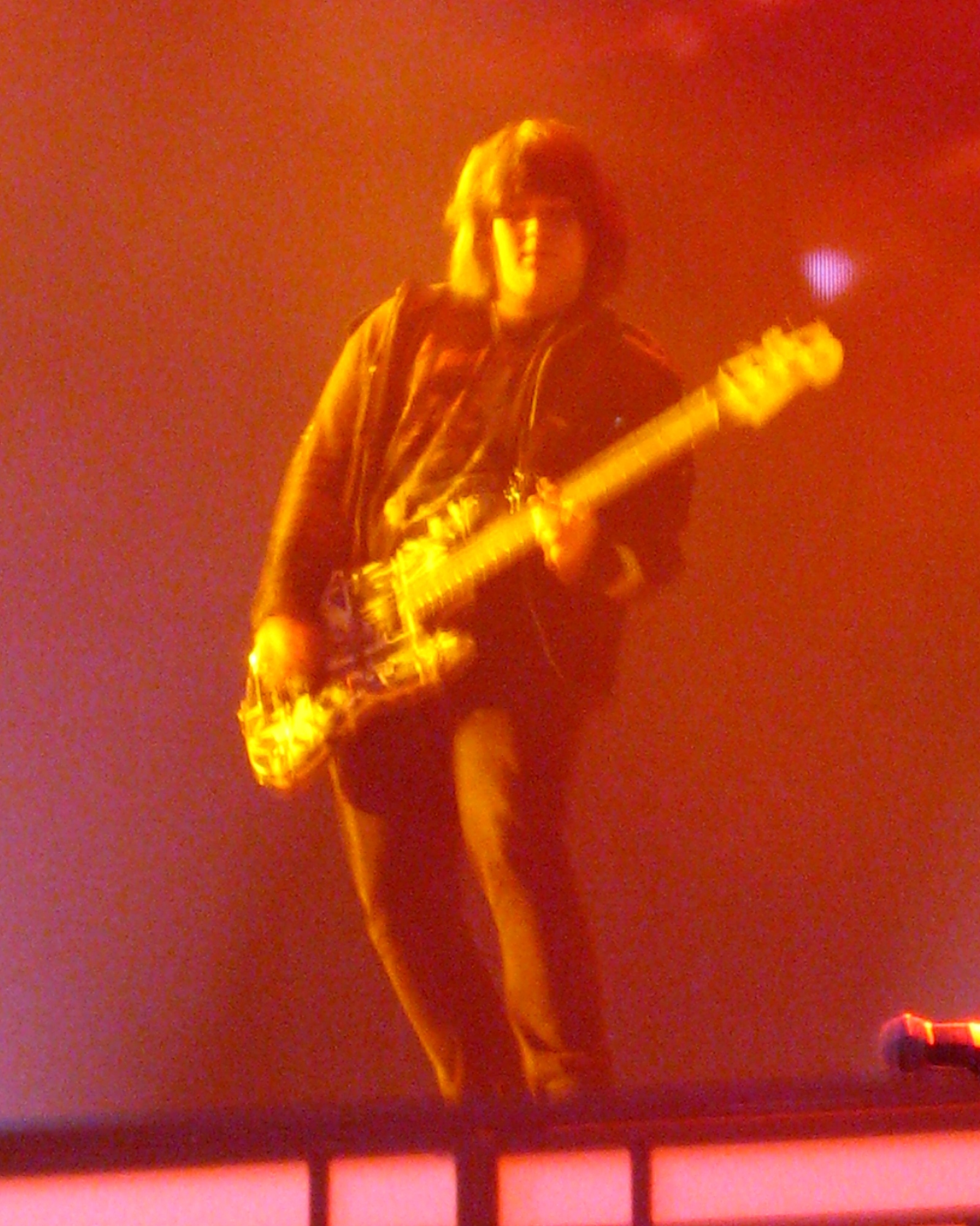
Wolfgang Van Halen en el concierto del The Van Halen Tour celebrado en el Bell Center, Montreal el 10 de noviembre de 2007.

Nombrado en homenaje al compositor clásico Wolfgang Amadeus Mozart, es el hijo de Eddie Van Halen y la actriz Valerie Bertinelli, y el sobrino del baterista Alex Van Halen. Wolfgang ha dicho que no sabía que su padre era un músico famoso, hasta que "empecé a escuchar CDs y vio la foto de su padre en ellos".
Siguiendo la conclusión de la gira 2007/2008 de Van Halen, Wolfgang regresó a la escuela, esperando graduarse en el verano de 2009; se graduó un año más tarde, en 2010. Wolfgang aparece como el bajista de Van Halen en Guitar Hero: Van Halen, incluso reemplazando a Michael Anthony en la alineación pasada de la banda.

## Carrera
Wolfgang tuvo un impacto indirecto en la carrera de su padre desde muy temprano. El tema instrumental "316" recibe su nombre como referencia al cumpleaños de Wolfgang. Durante un período de 13 años que terminó en 2004, Eddie Van Halen colaboró con Peavey en una línea de guitarras, la serie Wolfgang, que lleva el nombre de su hijo. En 2008, su padre le puso su nombre a una guitarra personalizada, la Fender EVH Wolfgang.
Wolfgang empezó su carrera musical como batería. A menudo veía ensayar a su padre y, a veces, intentaba tocar la Batería de su tío Álex, tras lo cual este último le daba algunas lecciones. Wolfgang comenzó a tocar la batería a la edad de nueve años, en su mayoría de forma autodidacta, con solo unas pocas lecciones de su tío, y recibió su primera batería de su padre como regalo por su décimo cumpleaños. Algún tiempo después pasó a la guitarra y el bajo. También puede tocar el teclados y "entender las cosas de oído".  Más tarde, Wolfgang comenzó a participar activamente en Van Halen, la banda. También hizo apariciones especiales durante algunas fechas de la gira de Van Halen en 2004, apareciendo durante el extenso anuncio de solista de guitarra de su padre y tocando "316" con él.
A finales de 2006, en una entrevista con Guitar World, Eddie Van Halen confirmó que su hijo reemplazaría a Michael Anthony como bajista de Van Halen. En 2007, Wolfgang viajó por primera vez con Van Halen en su nuevo puesto.
A principios de 2008, Wolfgang Van Halen aparece con su padre en la portada de la edición de abril de Guitar World, siendo la primera edición de la revista con un padre y su hijo.
En agosto de 2010, Van Halen anunció que grabarían un nuevo álbum, con Wolfgang tocando el bajo.
Grabó su primer álbum con Van Halen, A Different Kind of Truth, en 2011. El álbum fue lanzado el 7 de febrero de 2012.
El 10 de septiembre de 2012, el guitarrista de Alter Bridge y Creed, Mark Tremonti, anunció que Wolfgang  sería el sustituto de Brian Marshall como bajista para el primer tour de la banda homónima Tremonti. El primer album de Tremonti, All I Was, fue lanzado el 17 de julio de aquel año. Wolfgang deja de ser miembro oficial  de Tremonti en 2013, siendo reemplazando por el anterior bajista, Brian Marshall.
En febrero 2015 en una entrevista en el Museo Nacional de Historia americana, Eddie Van Halen indicó que Wolfgang está trabajando en un álbum en solitario. El 9 de junio de 2019, Van Halen apareció como invitado en el programa de televisión Food Network de su madre y anunció que había completado su álbum en solitario.

## Estilo musical
Van Halen comenzó a tocar el bajo cuando su padre le preguntó si quería tocar con él. Van Halen vio por primera vez el bajo como "una versión más fácil de la guitarra, pero tan pronto como comencé a tocarlo me di cuenta de lo equivocado que estaba", pero afirmó que su experiencia con la guitarra le facilitó el manejo del instrumento. Eddie describió su estilo como un "bajista rítmico, como si yo fuera un guitarrista rítmico y un bajista juntos". Cuando comenzó a tocar el bajo, sus inspiraciones fueron Les Claypool de Primus y Justin Canciller de Tool. También disfruta Chris Wolstenholme de Muse, John Entwistle de The Who, Jack Bruce de Cream "y todos los músicos clásicos".

## Equipamiento
La mayoría de los bajos de Wolfgang son hechos por encargo, y están basados en la Frankenstrats de su padre, el EVH Wolfgangs de Fender Master Builder y EVH Chip de ingeniero Ellis. Dos de ellos, uno rojo y otro azul, ha Fender Graves de Jazz shaped cuerpos y está cargado con electrónica y cápsulas EMG activas. Estos fueron utilizados para la Van Halen 2007@–2008 gira norteamericana. Para la Una Clase Diferente de Verdad Visita en 2012, Ellis construyó Wolfgang 3 más bajos, otros graves de Jazz basados en su padre  negro-y-blanco Frankenstrat, y dos basado en su padre  EVH Wolfgang guitarra. Ambos son negro de satén , mientras uno tiene rayas de plata y uno tiene las rayas amarillas similares al abejón de "su padre" Frankenstrat. Todo tres característica Fender N3 Noiseless pickups.
Para amplificación,  utiliza EVH @5150s y Fender Super Bassmans. Utiliza uno Super Bassman en el canal limpio para proporcionar un fin bajo limpio, mientras otro Super Bassman y el 5150, tanto encima canal 2, proporcionar un overdriven sonido arriba del limpio Bassman. Para efectos, Wolfgang utiliza un MXR EVH firma Flanger y Fase 90, MXR Fullbore distorsión, Strymon TimeLine retraso, Electro-Harmonix POG, y Manera Lomo de cerdo Enorme overdrive, y un Dunlop graves de Criatura del Grito wah.

## Discografía
Con Van Halen
- A Different Kind of Truth – 2012
- Tokyo Dome Live in Concert – 2015

Con Tremonti
- Cauterize – 2015
- Dust – 2016

Con Mammoth WVH
- Mammoth WVH - 2021
- Mammoth II - 2023